# استفان ورمبل

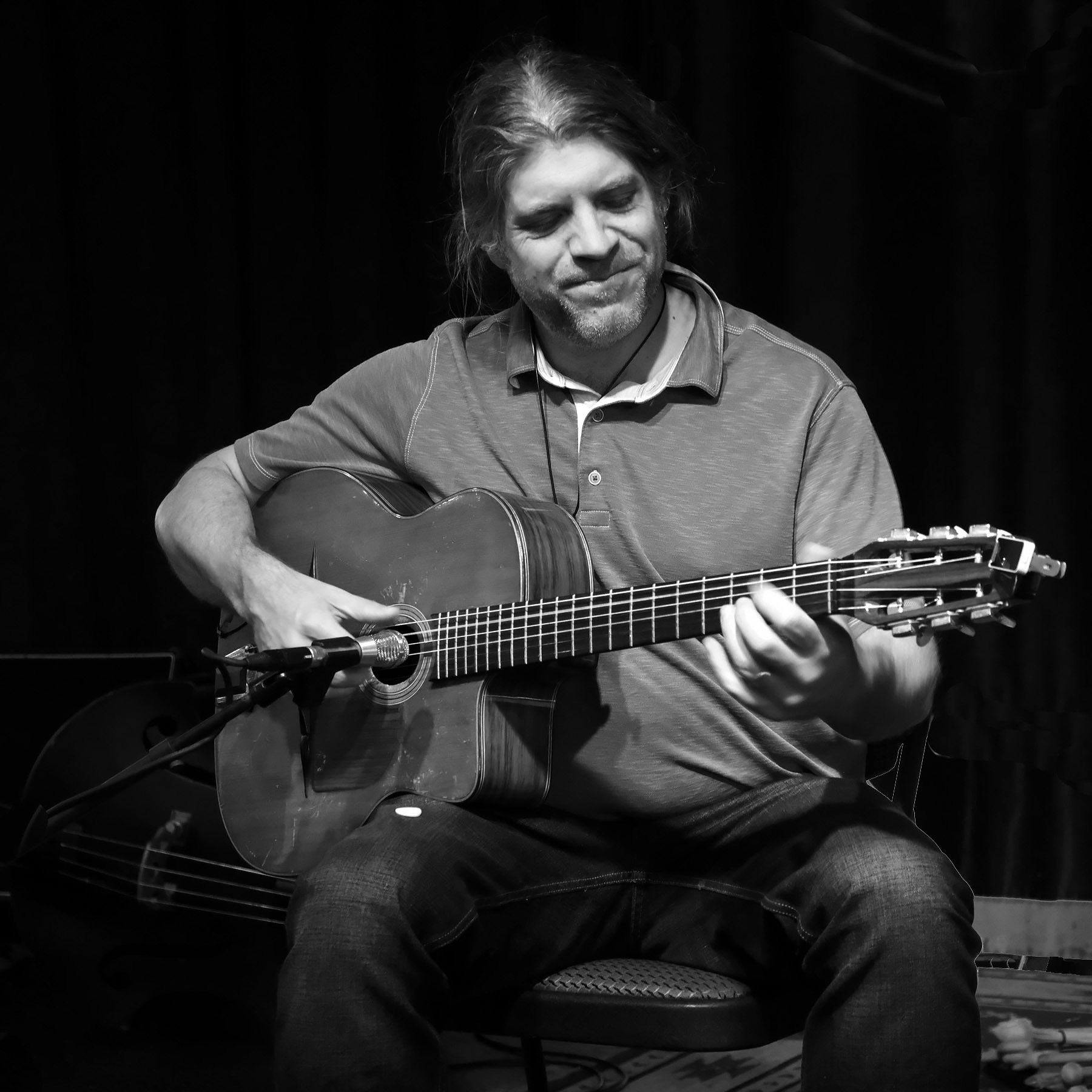
استفان

استفان ورمبل (فرانسوی: Stéphane Wrembel‎) یک گیتاریست و آهنگ‌ساز جاز متولد فرانسه و ساکن نیوجرسی است. او در سبک جیپسی جاز (به انگلیسی: Gypsy jazz) فعالیت می‌کند. او همچنین به‌شدت تحت تأثیر موسیقی ملل است.
ورمبل از چهارسالگی پیانو می‌نواخت. سپس، در شانزده‌سالگی، گیتار را به‌عنوان ساز حرفه‌ای خود برگزید. او تاکنون چندین آلبوم منتشر کرده‌است.